# Eucereon taperinhae
Eucereon taperinhae är en fjärilsart som beskrevs av Paul Dognin 1923. Eucereon taperinhae ingår i släktet Eucereon och familjen björnspinnare. Inga underarter finns listade i Catalogue of Life.